# Cirque romain de Mérida
Le cirque romain de Mérida, situé dans la ville antique d'Emerita Augusta (aujourd'hui Mérida en Espagne), est le plus grand cirque romain jamais construit dans la péninsule ibérique.  
Vraisemblablement édifié sous le règne de l'empereur Tibère, il fut restauré au IVe siècle avant d'être abandonné durant l'époque médiévale. Il est aujourd'hui l'un des monuments de ce type les mieux conservés.  
Depuis 1993, le site est inscrit sur la liste du patrimoine mondial de l'UNESCO au même titre que les autres monuments romains de l'ensemble archéologique de Mérida.  

## Localisation
Le cirque d'Emerita Augusta était situé à 400 mètres des murs d'enceinte de la ville, au sud de la route reliant  Corduba (Cordoue) et Toletum (Tolède). Il est orienté d'Est en Ouest, ses carceres étant orienté à l'Ouest. À l'époque romaine, le cirque était entouré de sépultures et de bâtiments funéraires.

## Histoire

### Construction
La date exacte de construction du cirque d'Emerita Augusta n'est pas connue. Celui-ci fait partie de la première génération de grands cirques construits au Ier siècle, sans doute à l'époque augustéenne ou plus vraisemblablement sous le règne de l'empereur Tibère. Il fut achevé sous la dynastie des Flaviens. 

### Restauration auIVesiècle
Le cirque, qui était dans un état avancé de vétusté à la fin du règne de l'empereur Constantin, fut entièrement restauré au IVe siècle. Les travaux, engagés entre 337 et 340, furent décidés par le comte des Espagnes, Ti. Flavius Laetus, et visèrent principalement le relèvement des colonnes, la réfection de divers ornements et la réparation d'une adduction d'eau. 

### Fouilles et préservation
Au début du XXe siècle, le site de Mérida fait l'objet d'une attention croissante des historiens et des archéologues. Le site de l'hippodrome est facilement identifié grâce aux vestiges visibles de ses gradins, de ses carceres et de sa spina. Pour autant, les vastes proportions du cirque compliquent tout projet d'excavation complète du site. Celui-ci n'est pas fouillé avant les années 1920.
En 1993, le cirque romain de Mérida fut inscrit sur la liste du patrimoine mondial de l'UNESCO au même titre que les autres monuments romains de l'ensemble archéologique de Mérida.

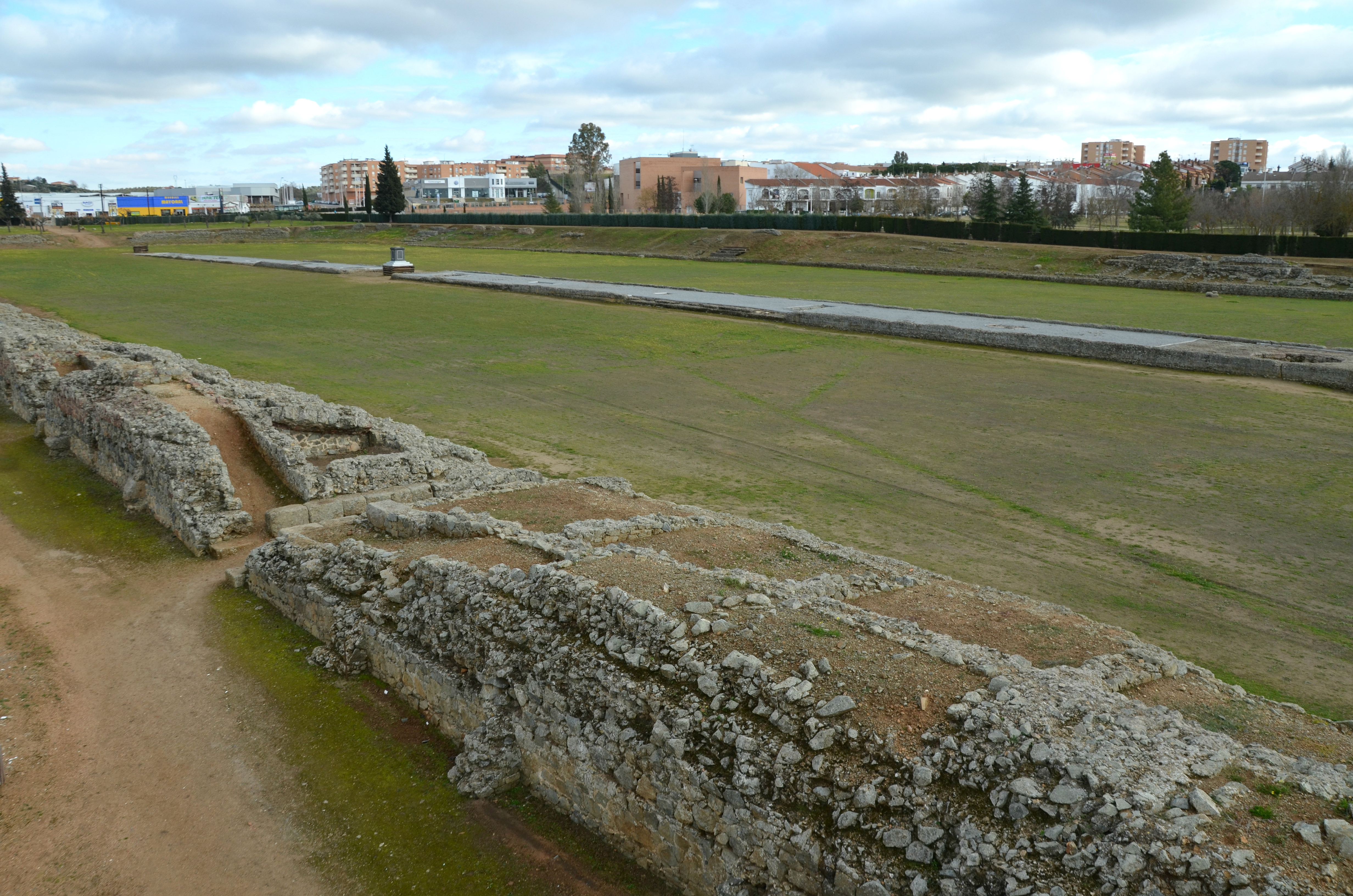
Vue de la piste et de la spina du cirque romain de Mérida.

## Description

### Architecture
Le cirque était le plus grand monument de la ville d'Augusta Emerita. L'hippodrome disposait d'une piste où se déroulaient les compétitions, entourée de gradins. Le plan de l'arène était en forme de U allongé, avec une extrémité semi-circulaire et l'autre aplatie. Une arête maçonnée longitudinale, la spina, forme une division centrale à l'intérieur, pour fournir une voie continue pour les courses de chars. La piste était entourée de cellules de niveau au sol, avec des peuplements étagés au-dessus. 

### Dimensions
La piste du cirque dispose d'une longueur de 403,75 mètres et d'une largeur de 96 mètres. Ses pistes aller et retour n'ont pas les mêmes dimensions : le début de la piste aller mesure 47,88 mètres et la fin de la piste retour 38,76 mètres.
Au centre de la piste se trouve un mur, la spina, d'une longueur de 244 mètres et d'une largeur de 8,60 mètres. Il était décoré de monolithes et de sculptures votives.

### Capacité
Le cirque disposait d'une capacité de 30 000 spectateurs, répartis en gradins (divisés en cavea, qui permettaient de distinguer la population selon les origines sociales).

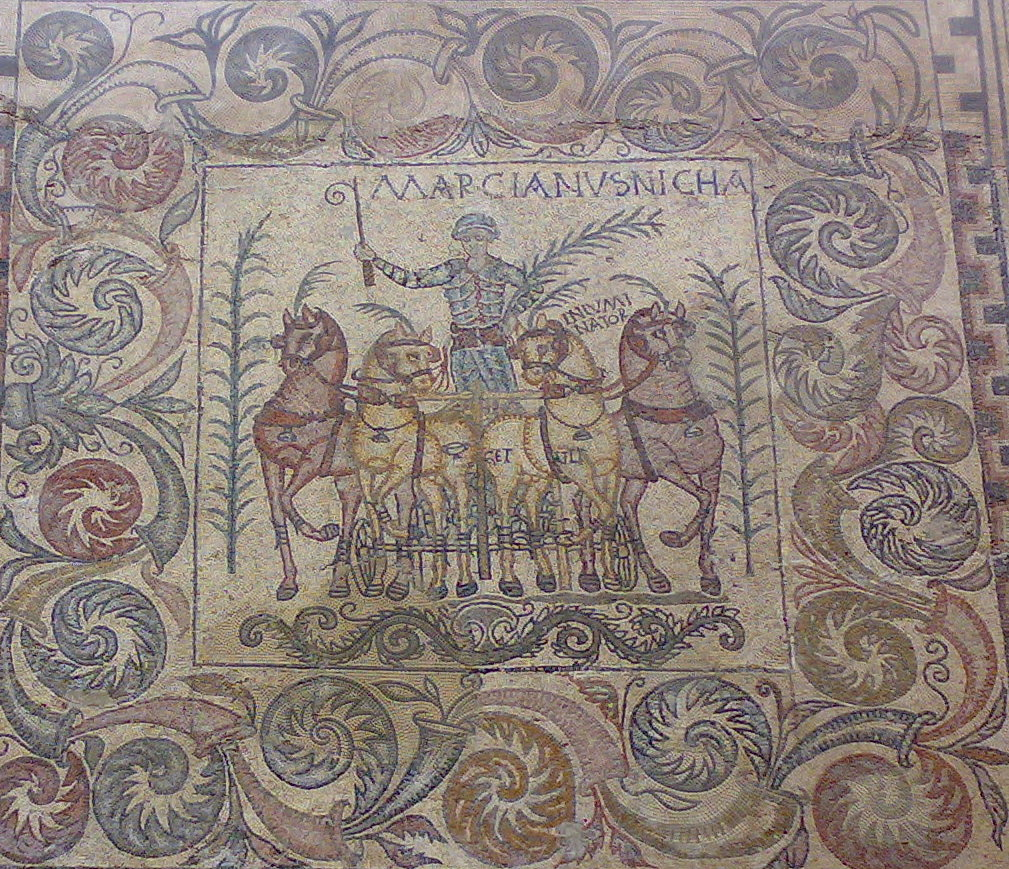
Détail de la mosaïque des Auriges retrouvée à Mérida, montrant un conducteur de char à quatre chevaux.

## Vestiges
Le cirque de Mérida est aujourd'hui un des mieux conservés du monde romain. Plusieurs de ses structures comme la porte principale (Porta Pompae), la porte triomphale (Porta Triumphalis) et la tribune des juges (tribunal iudicium) sont encore debout. 
Une mosaïque datant du IVe siècle montrant deux auriges vainqueurs fut retrouvée sur le site archéologique de Mérida. Probablement postérieure à la restauration de l'hippodrome engagée vers 337, celle-ci témoigne à la fois de cet événement et de l'engouement pour les courses de char au sein de la population d'Augusta Emerita. 
Un centre d'interprétation a été aménagé afin de permettre d'en saisir le fonctionnement et la structure.